# (59) Элпида
(59) Элпи́да (лат. Elpis) — астероид главного пояса, принадлежащий к спектральному классу B. Он был открыт 12 сентября 1860 года французским астрономом Жаном Шакорнаком в Парижской обсерватории и назван в честь древнегреческой богини надежды Элпиды.

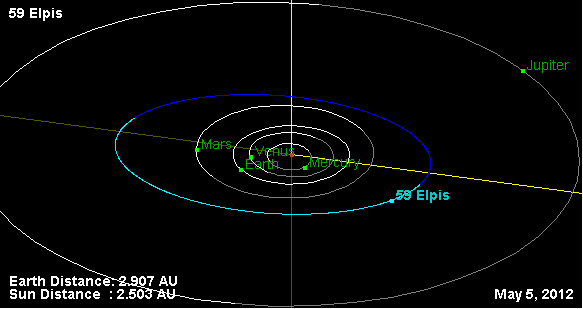
Орбита астероида Элпида и его положение в Солнечной системе